# Ying-Yang-Brunnen
 Ying-Yang ist eine Brunnenplastik des deutschen Bildhauers Otto Wesendonck im Skulpturengarten Tucherpark in Münchener Stadtteil Schwabing.
Der Bronzebrunnen wurde 1985 aufgestellt und von der ehemaligen HypoVereinsbank, heute Unicredit finanziert.
Der Brunnen besteht aus zwei an das Symbol für Yin und Yang erinnernden silberfarbenen Mondhälften mit Profil, die sich gegenüberstehen, beide haben mittig ein Messingauge.
Ein Wassermechanismus setzt die zwei Monde in Bewegung: „die linke Schaufel gießt aus und schaukelt den Mond in die Gegenbewegung“.
Das Kunstwerk steht auf einer Schale. Das Wasser fließt aus der Schale und wird in einem Becken aufgefangen.